# محمد بن یحیی ذهلی
ابوعبدالله محمد بن یحیی بن عبدالله نیشابوری (به عربی: الإمام أبي عبدالله محمد بن يحيى الذهلي النيسابوري) شناخته شده به ذُهلی از دانشمندان مسلمان ایرانی در سده دوم و سوم قمری بود. وی از بزرگان علم حدیث و از معروف‌ترین حافظان و راویان حدیث و در عصر خود در نیشابور و خراسان به عنوان پیشوای علم حدیث به‌شمار می‌رفته‌است.

## نام و نسب
محمد بن یحیی بن عبدالله بن خالد بن فارس بن ذؤیب

## زندگی
او در سال ۱۷۲ (قمری) در نیشابور به دنیا آمد. سپس برای تحصیل دانش، همانند معمول همان زمان، نزد دیگر دانشمندان در شهرهای دیگر جهان اسلام شاگردی کرد. سرانجام وی در سال ۲۵۸ (قمری) در نیشابور درگذشت و در میدان الحسین دفن شد. امیر طاهری، محمد بن طاهر، شخصاً برای شرکت در تشییع و خاکسپاری ذهلی شرکت کرد.